# Myriam Soumaré
Myriam Soumaré (Parigi, 29 ottobre 1986) è un'ex velocista francese, campionessa europea dei 200 metri piani a Barcellona 2010.

## Biografia
Nata a Parigi nel 1986 da genitori di origine mauritana, Myriam Soumaré inizia a praticare l'atletica leggera solamente verso i 18 anni.
Nel 2007 ottiene la sua prima medaglia vincendo il bronzo nei 100 metri agli Europei under 23 con il primato personale di 11"68. L'anno successivo partecipa per la prima volta ai Giochi olimpici come componente della staffetta 4×100 metri; tuttavia la squadra francese viene eliminata in batteria, non concludendo la prova.

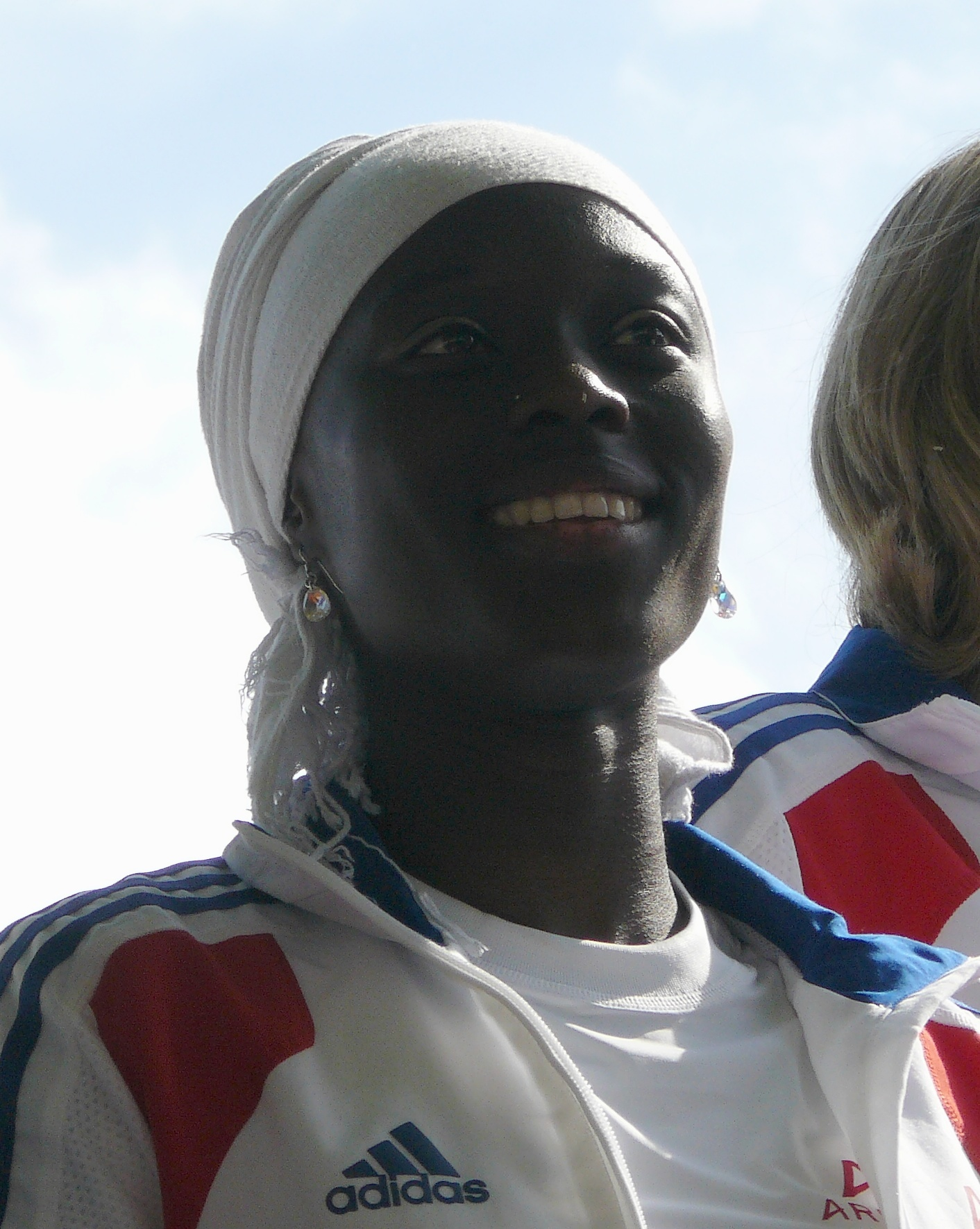
Myriam Soumaré a Parigi nel 2010.

Nel 2009 diventa campionessa francese dei 100 metri, con il tempo di 11"55 e conquista due medaglie ai Giochi del Mediterraneo di Pescara, nei 100 metri e nella 4×100 metri. Nella prova individuale fa suo l'argento concludendo la gara in 11"46, mentre nella staffetta vince la medaglia d'oro in 43"79, precedendo la squadra italiana. Durante l'anno partecipa anche ai Mondiali di Berlino non andando oltre i quarti di finale dei 100 metri.
Il 2010 è l'anno della definitiva consacrazione per Myriam Soumaré. Il 29 luglio, in occasione degli Europei di Barcellona, conquista la medaglia di bronzo nei 100 m dietro alla tedesca Verena Sailer e alla connazionale Véronique Mang, stabilendo anche il suo nuovo primato personale in 11"18, ben 16 centesimi in meno rispetto al suo precedente record.
Due giorni più tardi, conquista un po'  a sorpresa il titolo sulla distanza doppia, vincendo la gara in 22"32, personale migliorato di 69 centesimi e miglior prestazione europea dell'anno, nonché 3º crono mondiale della stagione. A completare la sua brillante partecipazione a questa edizione dei campionati europei, arriva la medaglia d'argento vinta nella staffetta 4×100 m (Soumaré, Mang, Jacques-Sébastien, Arron).
Nel 2011 Soumaré partecipa nei 60 metri piani agli Europei indoor di scena nella sua città natale, Parigi. Dopo aver stabilito in semifinale il suo nuovo primato personale sulla distanza con il tempo di 7"18, nella finale, vinta dall'ucraina Olesja Povch, non va oltre la 7ª piazza concludendo la prova in 7"24.

## Progressione

### 60 metri piani indoor
| Stagione | Risultato | Luogo     | Data       | Rank. Mond. |
| -------- | --------- | --------- | ---------- | ----------- |
| 2013     | 7"07      | Göteborg  | 3-3-2013   | 3ª          |
| 2012     | 7"27      | Aubière   | 25-2-2012  | 51ª         |
| 2011     | 7"18      | Parigi    | 5-3-2011   | 14ª         |
| 2010     | 7"19      | Stoccarda | 6-2-2010   | 16ª         |
| 2009     | 7"31      | Parigi    | 13-2-2009  | 55ª         |
| 2008     | 7"40      | Parigi    | 22-2-2008  | 132ª        |
| 2007     | 7"45      | Aubière   | 17-2-2007  | 174ª        |
| 2006     | 7"58      | Eaubonne  | 10-12-2005 | 401ª        |

### 100 metri piani
| Stagione | Risultato | Luogo       | Data      | Rank. Mond. |
| -------- | --------- | ----------- | --------- | ----------- |
| 2014     | 11"03     | Monaco      | 18-7-2014 | 15ª         |
| 2013     | 11"30     | Parigi      | 13-7-2013 | 72ª         |
| 2012     | 11"07     | Londra      | 3-8-2012  | 23ª         |
| 2011     | 11"17     | Albi        | 29-7-2011 | 35ª         |
| 2010     | 11"18     | Barcellona  | 29-7-2010 | 28ª         |
| 2009     | 11"34     | Angers      | 24-7-2009 | 71ª         |
| 2008     | 11"43     | Saint-Denis | 18-7-2008 | 144ª        |
| 2007     | 11"50     | Debrecen    | 12-7-2007 | 177ª        |
| 2006     | 11"68     | Dreux       | 14-7-2006 | 338ª        |
| 2005     | 12"07     | Colombes    | 12-6-2005 | 1254ª       |

### 200 metri piani
| Stagione | Risultato | Luogo       | Data      | Rank. Mond. |
| -------- | --------- | ----------- | --------- | ----------- |
| 2014     | 22"56     | Zurigo      | 14-8-2014 | 14ª         |
| 2013     | 22"83     | Mosca       | 15-8-2013 | 42ª         |
| 2012     | 22"56     | Londra      | 7-8-2012  | 19ª         |
| 2011     | 22"71     | Taegu       | 1-9-2011  | 26ª         |
| 2010     | 22"32     | Barcellona  | 31-7-2010 | 3ª          |
| 2009     | 23"34     | Nantes      | 24-6-2009 | 126ª        |
| 2008     | 23"64     | Albi        | 26-7-2008 | 287ª        |
| 2007     | 23"44     | Parigi      | 17-6-2007 | 156ª        |
| 2006     | 23"78     | Montgeron   | 2-7-2006  | 310ª        |
| 2005     | 24"05     | Saint-Denis | 24-6-2005 | 458ª        |

## Palmarès

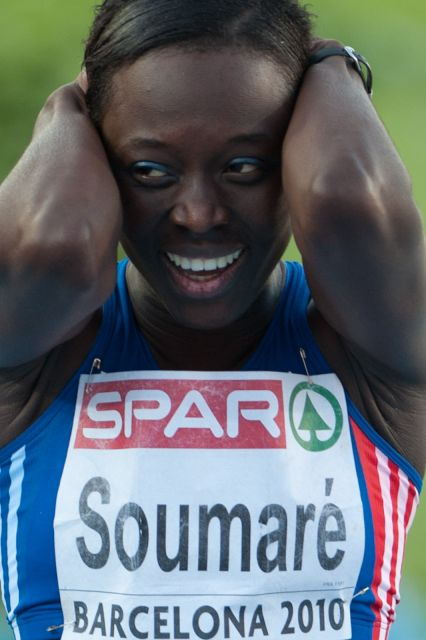
La felicità di Myriam Soumaré dopo la conquista del titolo dei 200 m agli Europei di.

| Anno | Manifestazione          | Sede       | Evento      | Risultato        | Prestazione | Note                          |
| ---- | ----------------------- | ---------- | ----------- | ---------------- | ----------- | ----------------------------- |
| 2005 | Europei juniores        | Kaunas     | 4×400 m     | 7ª               | 3'40"53     |                               |
| 2007 | Europei under 23        | Debrecen   | 100 m piani | Bronzo           | 11"68       | Miglior prestazione personale |
| 2007 | Europei under 23        | Debrecen   | 4×100 m     | 6ª               | 44"34       |                               |
| 2008 | Giochi olimpici         | Pechino    | 4×100 m     | Batteria         | dnf         |                               |
| 2009 | Giochi del Mediterraneo | Pescara    | 100 m piani | Argento          | 11"46       |                               |
| 2009 | Giochi del Mediterraneo | Pescara    | 4×100 m     | Oro              | 43"79       |                               |
| 2009 | Mondiali                | Berlino    | 100 m piani | Quarti di finale | 11"45       |                               |
| 2010 | Mondiali indoor         | Doha       | 60 m piani  | 7ª               | 7"29        |                               |
| 2010 | Europei                 | Barcellona | 100 m piani | Bronzo           | 11"18       | Miglior prestazione personale |
| 2010 | Europei                 | Barcellona | 200 m piani | Oro              | 22"32       | Miglior prestazione personale |
| 2010 | Europei                 | Barcellona | 4×100 m     | Argento          | 42"45       |                               |
| 2011 | Europei indoor          | Parigi     | 60 m piani  | 7ª               | 7"24        |                               |
| 2011 | Mondiali                | Taegu      | 100 m piani | Semifinale       | 11"47       |                               |
| 2011 | Mondiali                | Taegu      | 200 m piani | Semifinale       | 23"02       |                               |
| 2011 | Mondiali                | Taegu      | 4×100 m     | 4ª               | 42"70       |                               |
| 2012 | Europei                 | Helsinki   | 200 m piani | Bronzo           | 23"21       |                               |
| 2012 | Giochi olimpici         | Londra     | 100 m piani | Semifinale       | 11"13       |                               |
| 2012 | Giochi olimpici         | Londra     | 200 m piani | 7ª               | 22"63       |                               |
| 2012 | Giochi olimpici         | Londra     | 4×100 m     | Batteria         | dq          |                               |
| 2013 | Europei indoor          | Göteborg   | 60 m piani  | Argento          | 7"11        |                               |
| 2013 | Europei indoor          | Göteborg   | 4×400 m     | 4ª               | 3'28"71     | Record nazionale              |
| 2013 | Mondiali                | Mosca      | 100 m piani | Semifinale       | 11"31       |                               |
| 2013 | Mondiali                | Mosca      | 200 m piani | Semifinale       | 22"85       |                               |
| 2013 | Mondiali                | Mosca      | 4×100 m     | Finale           | dq          |                               |
| 2014 | Europei                 | Zurigo     | 100 m piani | Argento          | 11"16       |                               |
| 2014 | Europei                 | Zurigo     | 200 m piani | Bronzo           | 22"58       |                               |
| 2014 | Europei                 | Zurigo     | 4×100 m     | Argento          | 42"45       |                               |

## Campionati nazionali
- 2 volte campionessa nazionale dei 100 metri piani (2009, 2012)
- 3 volte campionessa nazionale dei 200 metri piani (2008, 2011, 2012)
- 1 volta campionessa nazionale della staffetta 4×200 metri (2006)
- 4 volte campionessa nazionale indoor dei 60 metri piani (2010, 2011, 2012, 2013)
- 1 volta campionessa nazionale indoor dei 200 metri piani (2012)
- 1 volta campionessa nazionale under 23 dei 100 metri piani (2007)
- 1 volta campionessa nazionale under 23 dei 200 metri piani (2008)
- 1 volta campionessa nazionale under 23 indoor dei 60 metri piani (2008)
- 2 volte campionessa nazionale under 23 indoor dei 200 metri piani (2007, 2008)
- 1 volta campionessa nazionale juniores indoor dei 200 metri piani (2005)

## Altre competizioni internazionali
2011
- 4ª agli Europei a squadre ( Stoccolma), 200 m piani - 23"62
- 5ª agli Europei a squadre ( Stoccolma), 4×100 m - 43"61